# Adonisea gloriosa
Adonisea gloriosa är en fjärilsart som beskrevs av John Kern Strecker 1876. Adonisea gloriosa ingår i släktet Adonisea och familjen nattflyn. Inga underarter finns listade i Catalogue of Life.